# Операция «Кремль»
«Кремль» — кодовое название плана германского командования по вбросу дезинформации высшему советскому руководству о месте и времени главного удара немецких войск летом 1942 года. План операции был разработан в мае 1942 года штабом группы армий «Центр» по указанию главного штаба сухопутных войск. Главная задача операции ставилась как сохранение в тайне намеченного главного удара вермахта по южному крылу советско-германского фронта (план «Блау») и создание у советского командования ложного впечатления о готовящемся наступлении немецких войск с целью захвата Москвы в конце июня 1942 года.

## Оперативные мероприятия
Операция «Кремль» должна была оставаться секретной даже для многих представителей германского генералитета. Она предусматривала развёртывание комплексной активности по дезинформации советских разведслужб и создания у них впечатления о подготовке немецкими войсками наступательных действий в районе Москвы. Для этого были проведены:
- подготовлен приказ командующего группой армий «Центр» о наступлении на Москву, разосланный в войска в необычно большом количестве,
- радиодезинформационные игры,
- аэрофотосъёмка московских оборонительных рубежей,
- активизация агентурной разведки,
- распространение планов Москвы и окрестных городов в войсках вплоть до штабов полков (с 10 июня 1942 года),
- подготовка новых дорожных указателей для наступательных войсковых соединений,
- передислокации штабов и командных пунктов,
- перегруппировка и ложные переброски сил,
- подтягивание инженерно-переправочных средств к водным преградам,
- и др.[4]

## Результат
Ещё до начала операции «Кремль» в Ставке Верховного Главнокомандования превалировало мнение, что наступление противника на южном направлении возможно, но наиболее вероятным будет удар не в сторону Сталинграда и Кавказа, а во фланг центральной группировке сил Красной Армии для захвата Центрального промышленного района и Москвы. Операция «Кремль» способствовала тому, что этой оценки советское руководство придерживалось до развёртывания наступательных действий немцев под Сталинградом.
Однако считается, что, планируя стратегию операции «Кремль», немецкое командование недооценило способность к наступательным действиям советских войск на московском направлении, которые могли воспрепятствовать переброске германских частей группы армий «Центр» на Кавказ и к Сталинграду.